# Artur Graf
Artur Graf (* 23. Juli 1911 in Karlsruhe; † 25. März 1989 ebenda) war ein deutscher Maler und wichtiger Vertreter der gegenständlichen Kunst im Südwesten Deutschlands.

## Leben
Nach einer Lehre als Maler und Lackierer wurde Artur Graf Ende der 1920er Jahre mit dem Karlsruher Bildhauer Christoph Voll bekannt, für dessen Klasse er Modell stand. Voll, der damals an der Badischen Landeskunstschule Karlsruhe eine Professur innehatte, nahm Graf in seine Klasse auf. Nach der Machtergreifung der Nationalsozialisten war Artur Graf im kommunistischen Widerstand aktiv. Schon 1933 wurde er wegen politischer Betätigung gegen den Nationalsozialismus verhaftet und zu einer zweieinhalbjährigen Gefängnisstrafe verurteilt. Gleichzeitig erfolgte der Ausschluss aus der Reichskammer der Bildenden Künste. Graf wurde als „kriegsunwürdig“ eingestuft und nicht zum Kriegsdienst eingezogen. 1941 erhielt er mit Beschluss des Oberlandesgerichts Karlsruhe durch den Präsidenten der Reichskammer der Bildenden Künste Malverbot. Im Januar 1945 erfolgte seine erneute Verhaftung durch die Gestapo. Graf wurde in das Außenlager Sulz a.N. des KZ Schirmeck eingeliefert, von wo ihm beim Abtransport nach Konstanz unmittelbar vor der Befreiung durch die französische Armee 1945 die Flucht gelang.
Nach dem Krieg zählte Graf zu den wichtigsten Vertretern einer gegenständlichen Position in der Malerei im südwestdeutschen Raum, die sich gegen den zu dieser Zeit vorherrschenden abstrakten Expressionismus stellte und sich an der französischen Malerei der frühen 1950er Jahre orientierte. Seine Hauptthemen waren Landschaften, besonders der Bayerische Wald, Pariser Veduten und Stillleben. Obwohl er bis zu seinem Tode Kommunist und Mitglied der DKP war, lehnte er eine politische Instrumentalisierung der Malerei ab.
Graf war Mitglied in der Karlsruher Künstlergenossenschaft und im Bundesverband Bildender Künstlerinnen und Künstler (BBK). 1951 erhielt er den Kunstpreis der Freunde Bildender Kunst München und 1958 den 1. Preis für Malerei des Kulturpreises der Stadt Karlsruhe, der heute nicht mehr verliehen wird. Der BBK Karlsruhe ehrte 2011 Artur Graf durch eine Ausstellung im Karlsruher Künstlerhaus.